# Río Guareña
Río Guareña är ett vattendrag i Spanien. Det ligger i den centrala delen av landet, 180 km nordväst om huvudstaden Madrid.